# Petra Arkanian
Petra Arkanian es el personaje principal de los libros La sombra del Hegemón  y Marionetas de la Sombra de Orson Scott Card. También es uno de los personajes principales en las novelas El juego de ender, La sombra de ender y La sombra del gigante.
La actriz Hailee Steinfeld nominada a un Oscar la interpretó en la película El Juego de Ender, estrenada el 1 de noviembre de 2013. Su protagonismo varia dependiendo de las novelas.

## El juego del Ender
En el Juego de Ender, Petra es una de las estudiantes femeninas de la Escuela de Batalla. Al considerarse ella misma paria de sí misma, actúa como una hermana mayor para Ender Wiggin y le enseña cómo disparar. De hecho, ella puede, en un principio, identificarse con Bean porque en muchos sentidos era muy similar a Ender (tamaño pequeño, genio increíble). En La sombra del Hegemón, se menciona que uno de sus profesores la encontró tan agresiva que verificó su genoma para asegurarse de que no era un niño.
Petra se convierte en miembro del "jeesh" de Ender, o equipo informal y como tal se le vuelve a unir en la Escuela de Mando, donde se desempeña como uno de sus lugartenientes más capaces en las campañas contra los insectores. Él confía en ella tanto, de hecho, que la presiona demasiado y finalmente se rompe durante el combate, dormida por el cansancio y causando varias bajas en la flota humana. A pesar de recuperarse, pierde su filo agresivo y su confianza, creyéndose ser débil y poco fiable, un juicio que los acontecimientos posteriores demuestran que está equivocado. Se muestra en la parte final del libro que Petra podría tener cierta atracción hacia Dink Meeker, y viceversa.

## Series de Libros de las Sombras
A lo largo de los libros de la miniserie de las sombras, Petra sirve como un punto de inseguridad y necesidad de Bean. Él se siente compelido a protegerla, debido a sus fallos en proteger a otras personas importantes de su vida. En su infancia deja a su amiga Poke sola, y es asesinada por su némesis, Aquiles de Flandes. Cuando Petra es más tarde capturada por Aquiles se desespera por rescatarla, agudizado por la muerte de su amiga y cuidadora, la "Hermana Carlota".
Al creerla el eslabón débil del equipo de Ender, Petra combate con Aquiles durante su cautiverio, y es capaz de utilizar sus inseguridades para mantenerse viva, y hacer que Aquiles se exponga. De hecho, Aquiles tiene un breve "romance" con Petra. Sus acciones también ayudan a la preparación de varios cautivos de Aquiles, para apoyar su rescate una vez este se realiza.
A lo largo del resto de la serie, la relación de Petra y Bean evoluciona. Petra inicialmente afirma que ella quiere tener niños con Bean, porque él es el hombre con el ADN más deseable, aunque más tarde se hace evidente que ama a Bean. Bean es renuente, debido al hecho de que considera su anomalía genética un gran defecto, y no quiere transmitirlo a sus hijos. Petra y Bean terminan casándose en España, mientras persiguen a Aquiles, y tienen hijos a través de la fertilización in vitro.
Antes de que Aquiles muera, adquiere ocho embriones de Petra, y los implanta en diferentes mujeres de todo el mundo. El descubrimiento de estos niños se convierte en un punto importante de la trama, y Petra es muy ferviente en la búsqueda. Al ser madre, ella parece crecer realmente como un personaje, mostrando sentimiento no revelados en anteriores libros. Ella da a luz al pequeño Ender, que por desgracia tiene el defecto genético de Bean.
Encuentran primero, con la ayuda de la hegemonía y de la Flota Internacional, a Bella y Ramón, y solo Bella padecía la clave de Anton del resto de los cinco hijos, solo uno de ellos tiene el defecto genético de Bean. Sin embargo, cuando Bean decide ir al espacio, a años luz por delante, se lleva consigo a los tres niños que tienen el defecto. Bean se refiere más tarde con Andrew que se llevó con él como 'Ender', y a Bella como 'Carlota'. Asimismo, se decidió a llamar a la chica que tuvo con Petra Pokel, en honor a la niña de nueve años de edad que sacrificó su vida por él cuando él era solo un pequeño de cuatro años de edad, en las calles de su Róterdam natal. Después de la muerte de Bean (en realidad, él fingió su muerte con la ayuda de Hyrum Graff y se fue a un exilio autoimpuesto en el espacio para prolongar su genéticamente menor esperanza de vida), Petra finalmente se casa con Peter Wiggin, Hegemón y hermano de Ender Wiggin aún aunque ella continua amando a Bean. Al final de la novela, cuando Petra está sola en la tumba de Peter, ella le dice que lo ama, aunque nunca dejó de amar a Bean.